# HIP 65426 b
HIP 65426 b è un esopianeta di tipo super Giove in orbita attorno a HIP 65426, la sua stella madre, nella costellazione del Centauro. È stato scoperto il 6 luglio 2017 dal consorzio SPHERE utilizzando lo strumento Spectro-Polarimetric High-Contrast Exoplanet Research (SPHERE) appartenente allo European Southern Observatory (ESO) ed è il primo pianeta ad essere stato scoperto con tale strumento. Dista 385 anni luce dalla Terra.
È stato scoperto come parte del programma SHINE, che mirava a trovare sistemi planetari intorno a 600 nuove stelle.
È il primo esopianeta osservato direttamente dal telescopio spaziale James Webb (JWST), come annunciato nell'agosto del 2022.

## Stella madre
La stella attorno a cui orbita, HIP 65426, ha circa 14 milioni di anni, tuttavia, nonostante la sua giovane età, non è circondata da un disco di detriti, come ci si aspetterebbe in base agli attuali modelli di formazione planetaria. La sua classe spettrale è A2V mentre la sua magnitudine apparente è 7,01.

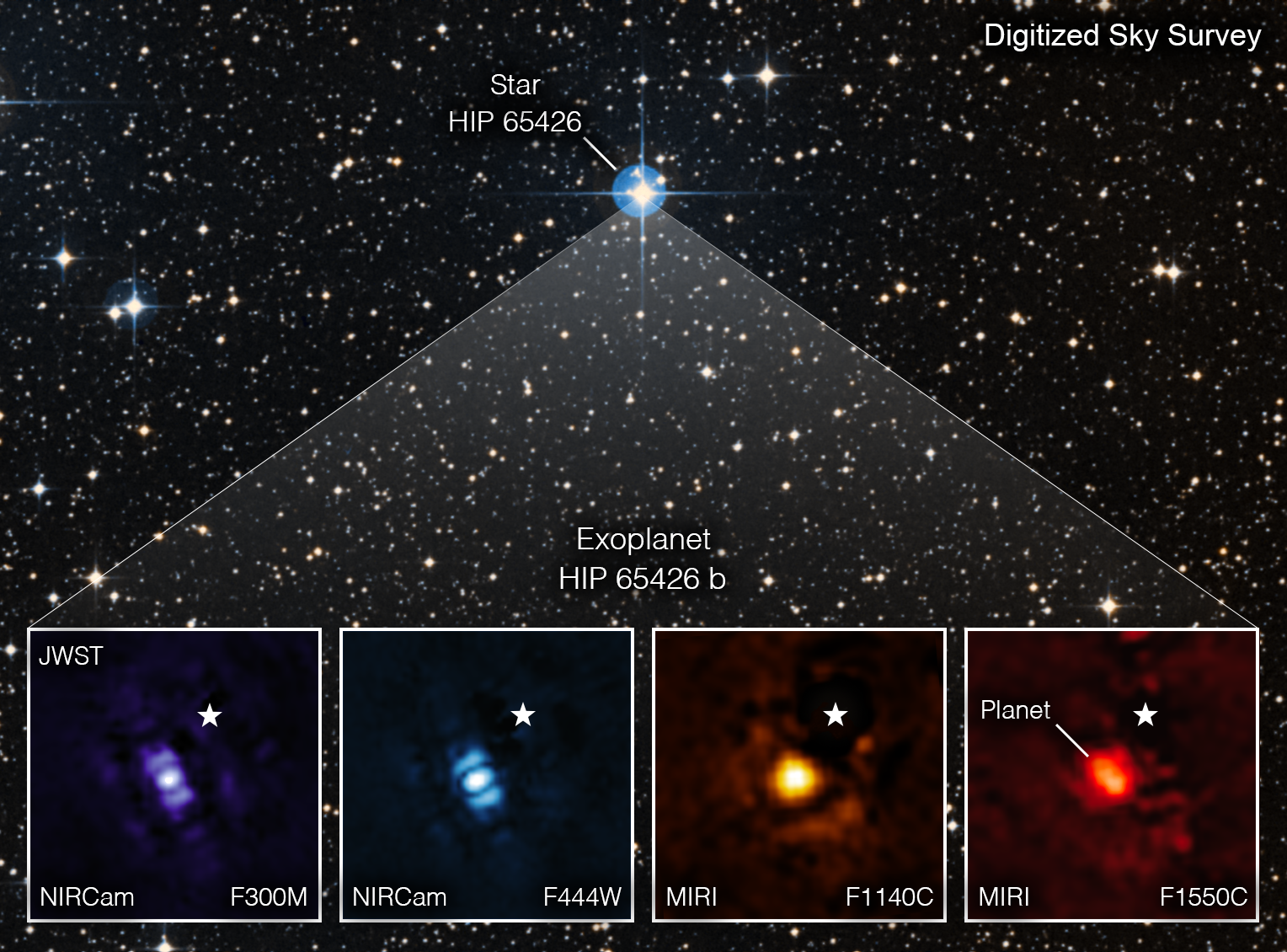
HIP 65426 b osservato nel vicino e medio infrarosso dal JWST, con la luce della propria stella bloccata dal coronografo.

## Caratteristiche
Il pianeta si trova a circa 92 au dalla stella madre, con una possibile atmosfera polverosa. Lo spettro IR rilevato nel 2020 ha indicato che HIP 65426 b è povero di carbonio e ricco di ossigeno rispetto ai giganti gassosi del Sistema solare.
Le osservazioni dirette tramite il telescopio spaziale James Webb, alle lunghezze d'onda tra 2-16 μm, ne hanno strettamente limitato la luminosità bolometrica a {\displaystyle \log(L_{bol}/L_{sun})=-4,23\pm 0,02}, che fornisce un vincolo forte sulla massa, pari a 7,1±1,1 MJ. Invece i valori di temperatura e raggio dipendono dal modello planetario adottato e possono variare da circa 1700 K, con un raggio pari a circa 0,90 rJ, a circa 1300 K, con raggio 1,48 rJ.
Lo studio ha anche posto dei vincoli sui valori del semiasse maggiore e l'inclinazione del pianeta, ma la conoscenza dell'orbita non è migliorata rispetto a studi precedenti; in particolare l'eccentricità rimane indeterminata.